# Playing God
"Playing God" é uma canção da banda de rock estadunidense Paramore. Foi escrita pela vocalista Hayley Williams e pelos guitarristas Josh Farro e Taylor York, enquanto produzida por Rob Cavallo e pela própria banda para o seu terceiro álbum de estúdio, Brand New Eyes (2009). Foi lançado em 15 de novembro de 2010 pela Fueled by Ramen como o quinto e último single do álbum; foi também o último lançamento da banda com os membros Josh e Zac Farro antes da saída de ambos ainda em 2010. O tema lírico da canção é sobre pessoas que se acham certas e que julgam as questões relativas à fé.
"Playing God" recebeu opiniões positivas dos críticos de música, que destacaram principalmente o tom diferente em comparação aos outros singles da banda. A canção conseguiu entrar em poucas tabelas musicais, devido ao seu fraco airplay e por ter somente um vídeo musical para a divulgação do mesmo. A melhor posição que a canção conseguiu atingir foi em Portugal, no n.º 18 na tabela oficial do país.
O vídeo musical para a divulgação de "Playing God" foi dirigido por Brandon Chesbro, amigo de longa data da banda, que também dirigiu os dois vídeos anteriores da banda. Mostra a vocalista aprisionando os de mais integrantes da banda em sua casa, como se ela tivesse o controle total da banda. "Playing God" não teve nenhuma divulgação em programas de televisão, os únicos momentos em que a canção foi apresentada ao vivo foi na turnê de divulgação do álbum.

## Antecedentes
"Playing God" foi escrita por Hayley Williams, Josh Farro e Taylor York, e produzida por Rob Cavallo. A banda gravou a canção no Lightning Sound Studios em Hidden Hills, Califórnia, entre janeiro e março de 2009. Foi mixado por Chris Lord-Alge no Mix LA. O instrumento de teclas e o órgão foram tocados por Jamie Muhoberac. A canção foi anunciada como quinto e último single do Paramore no site Alter The Press, e com um lançamento agendado para 15 de novembro de 2010. Hayley depois, disse em sua conta no Twitter, "Miss Anne estará fazendo sua última aparição no nosso novo vídeo para 'Playing God'... Ela era o melhor carro. Ela viverá em nossos corações para sempre." Depois do lançamento da canção, Hayley disse que já pretendia lançá-la como o último single do álbum quando começou a trabalhar na letra de "Playing God".

## Composição
"Playing God" é uma canção de rock alternativo com uma duração de três minutos e dois segundos. Durante uma entrevista para a  revista Spin, a vocalista Hayley Williams disse que escreveu a canção numa época em que sentia "muita raiva", e que a também é sobre pessoas que julgam as questões relativas à fé. Quando perguntada sobre o desenvolvimento da música, Williams disse: "Eu estou gritando com pessoas que se julgam certas, com meus próprios colegas de banda e com todos que alguma vez já me fizeram sentir não sendo boa o bastante ... É uma das minhas pontes preferidas no álbum – eu amo a chamada e a resposta que eu e o Josh fizemos. Eu sinto que essa é uma daquelas que estivemos esperando para escrever por um longo tempo".

## Recepção

### Opinião da crítica
Em uma revisão para a revista Slant, Jesse Catalodo disse que "frases como 'Next time you point a finger/I'll point you to the mirror' presente na letra de 'Playing God' certamente não são tão inteligentes como a banda pensam que são, neste ambiente que têm a dupla finalidade exala um pouco de sua ingenuidade encantadora." Dan Slessor da revista Kerrang! disse que "'Playing God' salta longitudinalmente de um ritmo médio bem-aventurado para um belo convite de uma discussão entre Hayley e o guitarrista Josh Farro." Maria Mazzaro do The Mirror disse que a canção "leva a religião à um novo patamar", declarando ainda, "A música usa Deus como sinônimo para 'excelência' e diz que, quando alguém tenta ser perfeito, só consegue o fracasso." Na revisão do CD Universe, disse que a canção "é um pequeno motor que ataca a todos, por ser divertida, apaixonante e absolutamente fantástica".

### Performance comercial
"Playing God" não conseguiu atingir nenhuma posição na Billboard Hot 100 dos Estados Unidos, devido seu fraco airplay, chegando na posição de número um na Bubbling Under Hot 100 Singles, parada que soma as 25 canções que estão perto da principal parada dos Estados Unidos. O Paramore conseguiu, com "Playing God" o seu quinto single a entrar no top dez das paradas de rock do Reino Unido. Além de atingir a posição #103 na parada musical do mesmo país. A canção fez um sucesso moderado em Portugal, conseguindo atingir o top vinte do país, sendo o segundo single da banda a conseguir este feito.

## Videoclipe
O videoclipe para promover o single foi filmado no dia 2 de novembro de 2010 e foi dirigido por Brandon Chesbro, que já havia trabalhado com a banda em seus dois vídeos anteriores. Durante a gravação do vídeo, Brandon postou vários comentários em sua conta no Twitter, dando a notícia de que o vídeo foi gravado durante o dia, e sendo revelada a primeira imagem dos bastidores, onde Hayley aparece ser uma dona de casa, usando o rosa como sua nova cor de cabelo. O videoclipe foi lançado dia 16 de novembro.

### Enredo
O vídeo foi filmado inteiramente na casa de Williams em Franklin, Tennessee. O mesmo começa com Hayley saindo de seu carro (que também é seu na vida real) e indo até sua casa. Logo, entra em um porão, onde lá encontra quatro rapazes (os demais integrantes da banda), sentados e presos em uma corda, com uma única lâmpada pendurada sobre suas cabeças. Durante o vídeo, Hayley senta na mesa com amigos para tomar um chá, onde começa a se lembrar do momento em que "envenenou" os quatro demais membros da banda para prender em seu porão. No vídeo, Hayley se faz de "menina má", onde muitos acharam surpreendente e engraçado ao mesmo tempo. Os amigos de Hayley presentes no vídeo, também são amigos pessoais da banda na vida real, como a noiva de Jeremy Davis, Hunter Lamb e John Howard.

### Recepção
James Montgomery da MTV percebeu a mensagem do vídeo de uma forma positiva. Ele observou que "Paramore estão voltando para casa, olhando para trás, envolvendo as coisas... É uma história que começou com o futuro da banda seriamente em dúvida e termina com os mesmos mais fortes, mais felizes e melhores do que nunca." Ele afirmou também que se "'Playing God' é realmente o fim da era de BNE, bem, então é uma despedida adequada. É tempo para a banda virar de página, seguir em frente." Sua conclusão do vídeo foi que "era um pedaço de profissionalismo e diversão, e eu não posso esperar para ver onde eles vão daqui pra frente." Emma Gaedeke da revista Billboard disse: "'Playing God' joga mesmo fora o momento em que a banda passou em "Ignorance", como Williams sendo vista envenenando, detendo e interrogando seus colegas de banda com uma lupa em um porão escuro... Enquanto o vídeo mostra uma representação fiel dos sentimentos mal-alimentadas que a banda compartilhou uma vez, não há dúvida de que o Paramore vem crescendo cada vez mais. No final do vídeo, Williams desata os integrantes só o suficiente para que ainda possam tocar rock juntos, o que sugere que enquanto ela não pode esquecer o passado definitivamente, o jeito é perdoar."

## Performances ao vivo
A canção havia sido escolhida para tocar no MTV Video Music Awards de 2010 em 12 de setembro. A canção foi colocada em votação juntamente com "Ignorance", "Brick by Boring Brick, "The Only Exception" e "Careful", e venceu com 40.19%. Por isso, Hayley disse que a possibilidade de apresentar a canção era maior. Porém, a canção apresentada foi "The Only Exception". Como B.o.B também iria se apresentar ao lado de Williams na canção "Airplanes", a MTV decidiu "juntar" a apresentação de ambos, dando a opção da banda cantar "The Only Exception" ou "Playing God". Depois, Paramore decidiu tocar somente "The Only Exception", devido o lançamento de "Playing God" ter sido adiada de setembro para novembro de 2010. A canção é apresentada em vários shows da banda.

## Faixas
- Download digital[28]

1. "Playing God" — 3:02

## Créditos
A seguir, pessoas que contribuíram para "Playing God":
| - Produção - Rob Cavallo – produtor - Paramore – co-produtor - Chris Lord-Alge – mixagem - Ted Jensen – masterização - Doug McKean – engenheiro - Jamie Muhoberac – teclado, órgão | - Paramore - Hayley Williams – vocalista principal - Josh Farro – guitarra rítmica, guitarra acústica, vocal de apoio - Taylor York – guitarra solo, guitarra acústica - Jeremy Davis – baixo elétrico - Zac Farro – bateria, percussão |

## Desempenho
| Parada musical (2010)          | Melhor posição |
| ------------------------------ | -------------- |
| UK Singles Chart               | 103            |
| UK Rock Chart                  | 5              |
| Portugal Top 50 Singles        | 18             |
| Bubbling Under Hot 100 Singles | 1              |